# كريستيانو ماركيز غوميز
كريستيانو ماركيز غوميز (بالبرتغالية: Cristiano Marques Gomes) (3 يونيو 1977 في غوارولهوس) الشهير باسم كريس لاعب كرة قدم برازيلي يلعب حاليا لصالح نادي ليون الفرنسي . يلعب في مركز قلب الدفاع ويطلق عليه في بلاده برجل الشرطة بسبب قيادته الفطرية لبقية اللاعبين على أرضية الملعب . يجيد استخلاص الكرة من بين قدمي الخصوم ويعتبر من أفضل المدافعين حاليا في قارة أوروبا . شارك مع منتخب البرازيل في 22 مباراة دولية كما حقق بطولة دوري الدرجة الأولى الفرنسي مع فريقه ليون من سنة 2005 حتى 2008 وبطولة دوري الدرجة الأولى البرازيلي مرتين الأولى مع فريق كورنثيانز سنة 1998 والثانية مع فريق كروزيرو سنة 2003 . وتعتبر مسيرته من أنجح المسيرات الرياتضية حيث حقق أيضا بطولة كأس البرازيل سنة 1995 مع كورنثيانز وسنة 2000 مع كروزيرو وبطولة كوبا أمريكا سنة 2004 مع منتخب بلاده .

## المسيرة الرياضية مع الأندية
أمضى كريس 3 سنوات في نادي كورنثيانز (من 1995 حتى 1998) ثم انضم إلى نادي كروزيرو . مع الأخير تم استدعائه للمشاركة للمرة الأولى مع منتخب بلاده البرازيل في 4 أبريل 1999 أمام منتخب الولايات المتحدة في العاصمة برازيليا حيث انتهت المباراة بفوز منتخب البرازيل 7-0 . في سنة 2000 اختارت مجلة بلاكار الرياضية البرازيلية كريس أفضل مدافع في بطولة دوري الدرجة الأولى .
في سنة 2002 استطاع أن ينتقل إلى نادي باير ليفركوزن الألماني ولكنه واجه الكثير من الصعوبات في التأقلم داخل وخارج الملعب . في السنة التالية عاد إلى بلاده منضما إلى فريقه السابق كروزيرو واستطاع أن يقوده لتحقيق بطولة دوري الدرجة الأولى .
في أغسطس 2004 غادر البرازيل للمرة الثانية وانضم إلى نادي ليون مقابل 3 ملايين يورو . كان كريس قد تورط في مشاجرة في إحدى مباريات بطولة دوري الدرجة الأولى في البرازيل واتخذ الاتحاد البرازيلي لكرة القدم قرارا بوقف كريس عن المباريات لمدة 6 أشهر اعتبارا من شهر يونيو 2004 ولكنه رحمة به قرر تطبيق القرار داخل البرازيل فقط . بسبب هذه الحادثة وحادثة التحامه العنيف مع المهاجم الفرنسي تييري هنري في المباراة الدولية الودية التي أقيمت بين المنتخبين في 20 مايو 2004 اكسبته سمعة سيئة .
بعدما حقق الفشل الذريع في الفترة الأولى فإن فترته الثانية كانت ناجحة حيث أصبح قلب فريق ليون النابض وتم اعتباره مدافع ذو طراز عالي المستوى . في موسمه الأول حقق بطولة دوري الدرجة الأولى وتم اختياره ضمن فريق الموسم . في موسمه الثاني استطاع تحقيق النجاح الكبير واختارته مجلة كرة القدم الفرنسية النجم الذهبي واعتبرته صحيفة ليكيب الفرنسية أفضل مدافع في موسم 2005/2006 وتم اختياره مجددا ضمن فريق الموسم . بسبب تقديمه الأداء عالي المستوى في الموسمين السابقين كافئته إدارة النادي بتجديد عقده حتى صيف سنة 2010 وزيادة راتبه . مؤخرا تم تجديد عقد كريس حتى منتصف سنة 2011 وتم تعيينه قائدا للفريق في موسم 2007/2008 بأمر من المدرب آنذاك ألان بيران .
في 11 أغسطس 2007 تعرض كريس بعد التحامه مع المهاجم السويدي يوهان إلماندر إلى إصابة في الرباط الصليبي أثناء مباراة فريقه أمام فريق تولوز ضمن بطولة دوري الدرجة الأولى وابتعد عن الملاعب حتى 1 مارس 2008 عندما عاد في المباراة في مواجهة فريق ليل واستطاع ان يقود الفريق لتحقيق فوز صعب بنتيجة 1-0 .

## المسيرة الرياضية مع المنتخب
شارك كريس مع منتخب البرازيل في 16 مباراة دولية منذ بداية مشاركته في أبريل 1999 . وكان كريس جزء من تشكيلة منتخب البرازيل الذي حقق بطولة كوبا أمريكا السابعة سنة 2004 . نتيجة لأدائه الباهر مع فريقه ليون قرر المدرب كارلوس ألبرتو بيريرا استدعائه للمشاركة في نهائيات كأس العالم 2006 التي أقيمت في ألمانيا ولكنه لم يشركه في أي المباريات الخمس التي خاضها المنتخب آنذاك .

## روابط خارجية
- كريستيانو ماركيز غوميز على موقع الاتحاد الدولي (مؤرشف)  (الإنجليزية)
- كريستيانو ماركيز غوميز على موقع اتحاد تركيا (لاعب) (الإنجليزية)
- كريستيانو ماركيز غوميز على موقع قاعدة بيانات كرة القدم.إي يو (الإنجليزية)
- كريستيانو ماركيز غوميز على موقع بيانات كرة القدم. دي إي (الألمانية)
- كريستيانو ماركيز غوميز على موقع ليكيب (الفرنسية)
- كريستيانو ماركيز غوميز على موقع ناشيونال فوتبول تيمز (الإنجليزية)
- كريستيانو ماركيز غوميز على موقع Soccerbase.com (لاعب) (الإنجليزية)
- كريستيانو ماركيز غوميز على موقع Soccerway.com (الإنجليزية)
- كريستيانو ماركيز غوميز على موقع عالم كرة القدم.نت (الإنجليزية)